# Arnaldo Dell'Acqua
Arnaldo Dell'Acqua (Campobasso, 14 maggio 1938 – Ardea, 23 luglio 2024) è stato un attore e stuntman italiano, talora accreditato come Aldo Dell'Acqua.

## Biografia
Arnaldo Dell'Acqua nacque a Campobasso il 14 maggio 1938 in una famiglia di cascatori, fratello maggiore di Alberto, Roberto, Ottaviano e Franco Dell'Acqua. 
Interpretò decine di film, spesso come stuntman, a volte anche con ruoli da attore. Tra i suoi film più noti vi furono alcuni cult come La vita, a volte, è molto dura, vero Provvidenza? e Zombi 2.
Morì a Roma il 23 luglio 2024 all'età di 86 anni.

## Filmografia parziale
- Gli invincibili tre, regia di Gianfranco Parolini (1964)
- Cadavere per signora, regia di Mario Mattoli (1964)
- Wanted, regia di Giorgio Ferroni (1967)
- La collina degli stivali, regia di Giuseppe Colizzi (1969)
- Lo chiamavano Trinità..., regia di E.B. Clucher (1970)
- ...continuavano a chiamarlo Trinità, regia di E.B. Clucher (1971)
- La spada normanna, regia di Roberto Mauri (1972)
- La vita, a volte, è molto dura, vero Provvidenza?, regia di Giulio Petroni (1972)
- Amico, stammi lontano almeno un palmo, regia di Michele Lupo (1972)
- Dio, sei proprio un padreterno!, regia di Michele Lupo (1973)
- Piedone lo sbirro, regia di Steno (1973)
- Lo chiamavano Tresette... giocava sempre col morto, regia di Giuliano Carnimeo (1973)
- Ci risiamo, vero Provvidenza?, regia di Alberto De Martino (1973)
- Il cittadino si ribella, regia di Enzo G. Castellari (1974)
- Il vangelo secondo Simone e Matteo, regia di Giuliano Carnimeo (1975)
- Safari Express, regia di Duccio Tessari (1976)
- Il conto è chiuso, regia di Stelvio Massi (1976)
- Genova a mano armata, regia di Mario Lanfranchi (1976)
- Mannaja, regia di Sergio Martino (1977)
- I due superpiedi quasi piatti, regia di E.B. Clucher (1977)
- Lo chiamavano Bulldozer, regia di Michele Lupo (1978)
- Zombi 2, regia di Lucio Fulci (1979)
- Uno sceriffo extraterrestre... poco extra e molto terrestre, regia di Michele Lupo (1979)
- Occhio alla penna, regia di Michele Lupo (1981)
- La gorilla, regia di Romolo Guerrieri (1982)
- Banana Joe, regia di Steno (1982)
- Non c'è due senza quattro, regia di E.B. Clucher (1984)
- Tre giorni ai tropici, regia di Tommaso Dazzi (1986)
- Il nido del ragno, regia di Gianfranco Giagni (1988)
- Il commissario – serie TV, episodio 1x02-1x08 (2001)